# Murmidius bifasciatus
Murmidius bifasciatus là một loài bọ cánh cứng trong họ Cerylonidae. Loài này được Motschulsky miêu tả khoa học năm 1866.